# Tassos Halkias
Anastasios Halkias ou Tasos Halkias (grec moderne : Αναστάσιος Χαλκιάς, Ioannina, 1914 – Le Pirée, 1992) est un célèbre musicien grec, virtuose de la clarinette.

## Biographie
Tasos Halkias est un interprète populaire de la clarinette, une des plus grandes figures musicales traditionnelles de tous les temps. À l'âge de quatre ans, il perd son père. À six ans, il demande à sa mère de lui acheter une clarinette aux nomades gitans. Il apprend sans aide il apprend à jouer, sans savoir même lire une partitions. Ses quatre frères, tous musiciens jouent dans la Kompania Chalkias où il est admis alors qu'il a 17 ans. Le "Kompania" joue l'été dans les festivals de l'Épire et l'hiver à Athènes. Combattant en 1940, il est blessé et en 1941, sa femme et ses deux enfants sont tués par les allemands. Il rejoint la résistance et combat dans les rangs de l'Armée populaire de libération.
Après-guerre, la Compagnie est reconstituée et commence à enregistrer pour la firme Columbia. En 1950, il se rend au Caire avec grand succès. Il effectue ensuite un séjour aux États-Unis entre 1958 et 1963 (avec C. Papaioannou, St. Tzouanakis, etc.) où il rencontre la star internationale de la clarinette, Benny Goodman. Goodman quand ils entendent Chalkias, est assommé et se précipite vers lui pour le féliciter chaudement, comme le meilleur clarinettiste. Lorsqu'il revint en Grèce en 1964, il forme un nouveau groupe familial, apparu dans des salles prestigieuses d'Athènes ("Mavrommatis", "Jungle", etc.). Il retourne en Amérique, pour y rester trois autres années, et enregistre environ 180 chansons («Βασιλικέ μου τρίκλωνε», «Έρωτα πανάθεμά σε», «Το παράπονο του τσοπάνου», etc.). Il retourne à Athènes et en 1970 se produit avec Dionysis Savvopoulos (el). En 1972, il avait de la musique de « Ajax » (« Αίαντα »), qui a soulevé la National Theatre of Northern Greece - NTNG. Dix ans plus tard, était le "koumantadoros" 3 concerts festifs détenus dans le théâtre du Lycabette (en l'honneur des 125 ans de l'ensemble « Chalkias »). Au cours de sa carrière, Halkias a joué dans des dizaines d'albums et a enregistré avec des centaines de musiciens.

## Disques
En raison de crises cardiaques et d'un œdème pulmonaire, les dernières années de sa vie, sont séparés de sa clarinette (aujourd'hui au « Musée des instruments folkloriques grecs »). Parmi ses disque vinyles ont cite : « La clarinette Bronze » (1967), « Le mariage continental » (« Το κλαρίνο του Χαλκιά », 1973), « Les Turcs s'occupent des chevaux » (« Τούρκοι βαστάτε τ’ άλογα », 1975), « Fête à Épire » (« Ηπειρώτικο γλέντι », 1976), « Continent » (« Ηπειρώτικο γλέντι », 1976) Tasos Halkias : « Grands solos 4 : Clarinette" (1977), « Continental » (« Τα Ηπειρώτικα », 1982), « Halkias et sa clarinette, no 3 » («Ο Τ. Χαλκιάς και το κλαρίνο του, Νο 3» , 1984), « Clarinettes Athanata » (« Αθάνατα κλαρίνα », 1984), « T. Halkias » (1992),

## Clarinette en Grèce
La clarinette (« κλαρίνο » en grec) en tant qu'instrument à vent folklorique grec, provient de Turquie, avec Tourkogyftous (« Τουρκόγυφτους ») autour de 1835, aussi que par les fanfares militaires ottomanes. Une autre explication possible, dit qu'il vient d'Europe, à travers les îles ioniennes, Corfou, Zante, Leucade, vers 1780. La première apparition se fait en Épire et en Macédoine occidentale, d'où il s'introduit en Grèce centrale et dans le Péloponnèse. Avec le violon et le luth (et plus tard le dulcimer) il forme la troupe très populaire qui remplace lentement les modes traditionnels, tabor, zurna et flûte. Au moment de l'apparition de la clarinette, vers 1835, le chant folklorique a pratiquement arrêté son développement créatif. Doué de plus de capacités techniques et expressives comparés au zourna, la clarinette a progressivement mis à l'écart le vieil instrument pour rapidement prendre la première place, parmi les instruments mélodiques et être reconnu comme une institution nationale. Dans les mains de musiciens experts devient un outil musical éminemment expressif, en Grèce continentale, en en particulier l'Épire et la Grèce centrale. Dans l'histoire de la musique locale, certains sont considérés comme les doyens de la clarinette : Nikos Karakostas, Claus Soukas Anastasios Chalkias (Tasos), Claus Saleas, Petros Halkias (Petroloukas) Elias Kapsalis et Prevezanou Nikos Tzara, Claus Besiris (Tourkovasilis) et plus tard le moderne Yiannis Vasiliadis, et en Asie Mineure John Harisiadis,.

## Mort d'Halkias
Tasos Halkias est mort de problèmes médicaux au Pirée en 1992. Selon les coutumes continentales et son désir, la cérémonie d'inhumation a été l'occasion à un groupe trente collègues clarinettistes d'Épire de jouer une complainte sur sa tombe. La scène a été photographiée et publiée dans la presse. La première clarinette de Tassos Chalkias date de 1906, fabriqué par la firme française Buffet, en bois ébène et touches d'argent, acheté par sa mère. Aujourd'hui, elle orne la collection du « Musée des Arts et des Sciences de l'Épire »,. Selon George Alexiou, technicien en réparation de clarinette, Tassos Halkias avait changé beaucoup d'instruments dans sa carrière. La dernière clarinette, en 1992, a été donnée au « Musée des Instruments de musique populaire grec ».